# 貫 (建築)

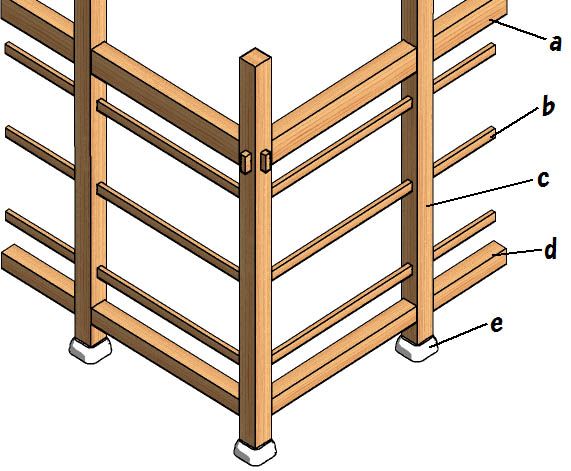
伝統的な木造工法
a=梁 b=貫 c=柱 d=床梁 e=束石（つかいし）

貫（ぬき）とは木造建築で柱等の垂直材間に通す水平材。日本には鎌倉時代の俊乗坊重源が中国から大仏殿建造のための最新技術として伝え、その構造の強固さから急速に日本全国に広まった。
木造建築では、水平方向の固定に用いる。壁・床下の補強などに使われている。小屋組の場合は"小屋筋交い"や"振れ止め"がほぼ同じ役割を持っている。壁、主に真壁に使用される貫は、柱を貫通させ楔で固めることにより、柱の曲げ耐力を建築に加わる水平力に対する抵抗要素とする働きを持つ。多くの場合、貫は鉛直方向に長い長方形の断面形状をとる。よく似た役割を持った建築材に長押（なげし）があるが、長押は柱の外側から釘で打ちつけるものであるのに対し、貫は文字通り柱を貫通するところが異なる。ただし、現代の使用方法では、床下の根がらみ貫（床束に打ち付ける貫の一種。元々は、貫通させていたが、簡略化されて外から固定されるようになっている。）のように柱や束を必ず貫通するものとは限らない。
建築物以外にも、神社の鳥居や、テーブル・椅子などの家具の足の部分にも用いられている。

## その他
- 宮城県の栗原市では、栗原市の伝統技法であるこの技法を用いて建築された家が多く、岩手・宮城内陸地震においては被害が少なく済んだと言われている。